# Suzhi (cràter marcià)
Suzhi és un cràter d’impacte a Mart, situat al quadrangle Iapygia a 27,7 ° S i 274,0 ° O. Mesura 24,63 quilòmetres (15,30 mi) de diàmetre i va ser nomenat pel Grup de Treball per a la Nomenclatura del Sistema Planetari de la Unió Astronòmica Internacional (UAI) el 1991 en referència a un lloc a la Xina.És possible que en el passat hi hagués un llac al cràter perquè les capes són visibles en una depressió del terra.

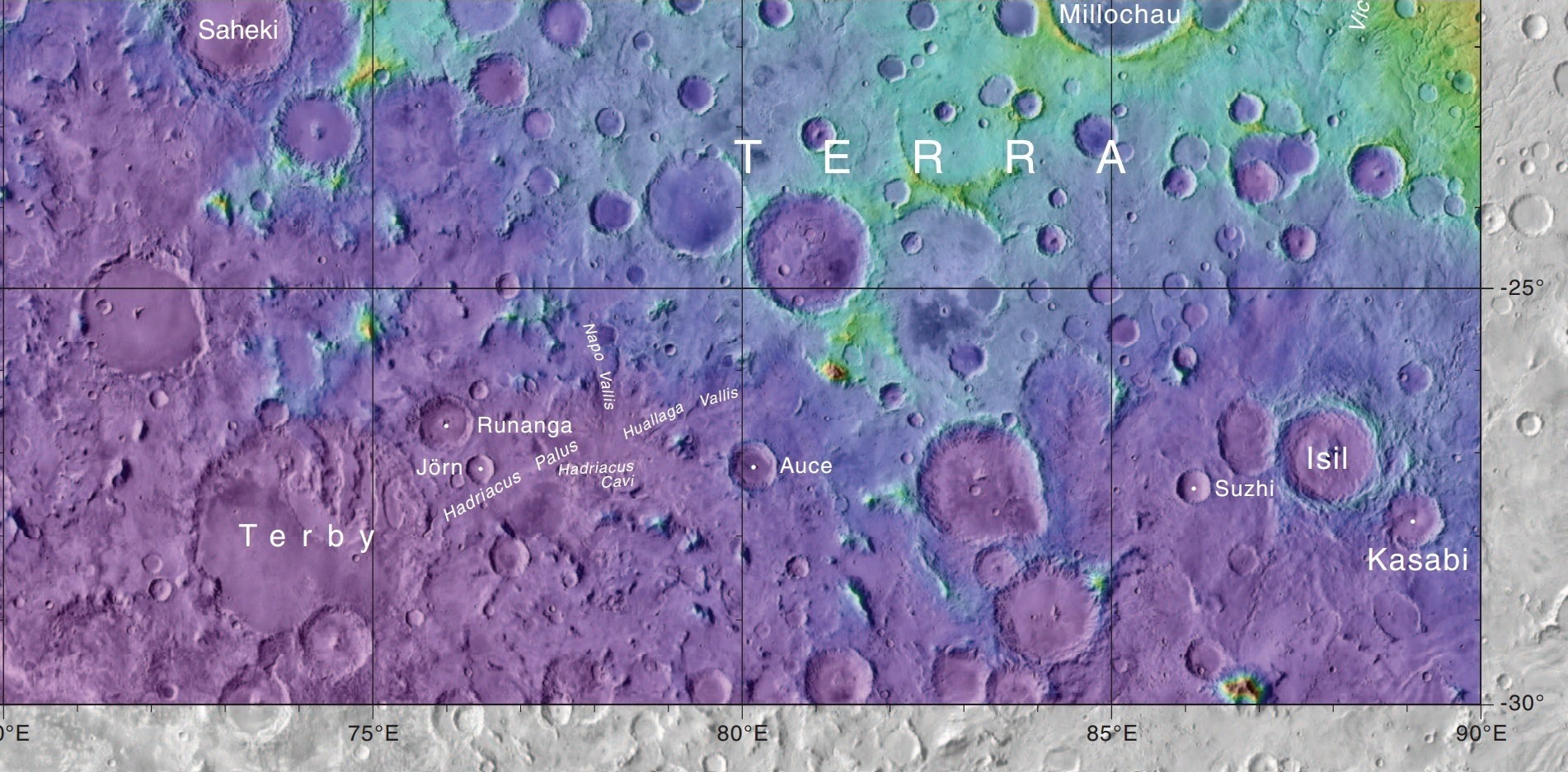
Mapa MOLA que mostra el cràter Suzhi i els cràters propers. Els colors indiquen elevacions.
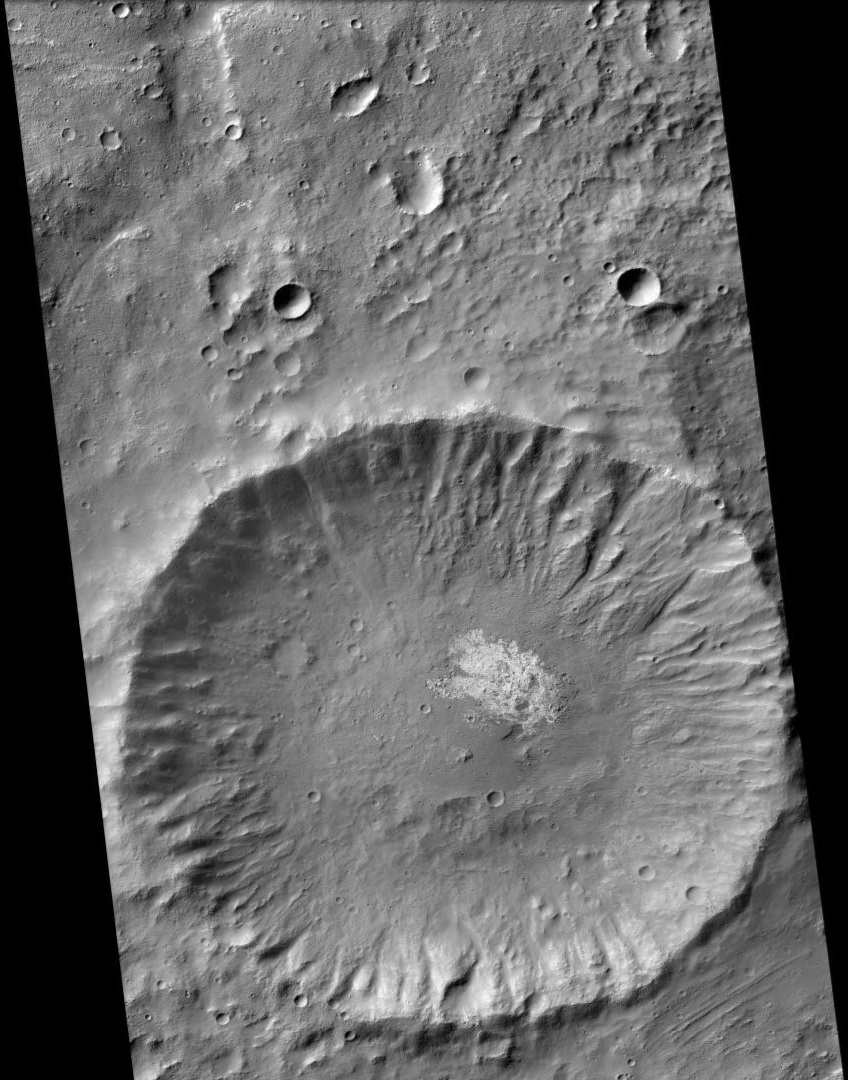
Cràter Suzhi, tal com s'hi veu amb la càmera CTX (Mars Reconnaissance Orbiter). La capa de tons clars és visible al terra.
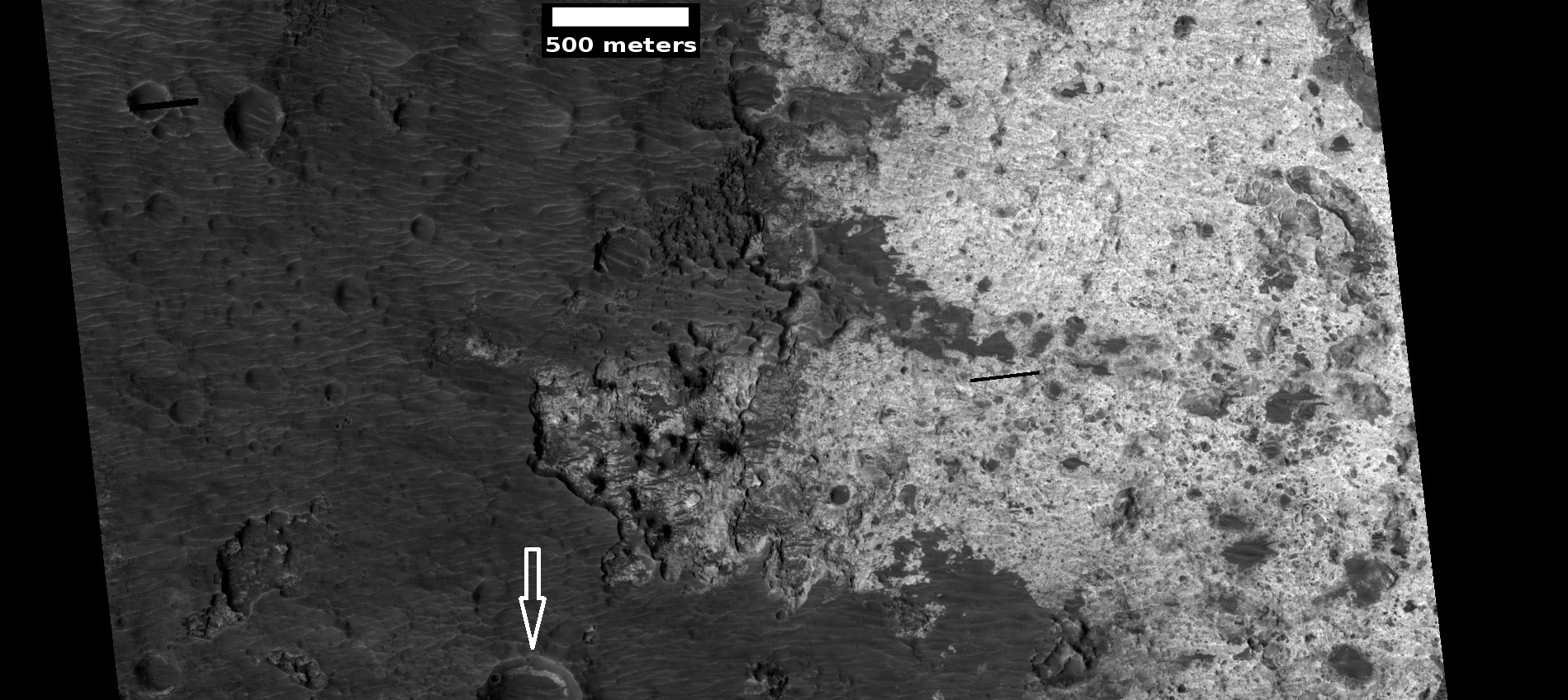
Ampliació de la capa de tons clars al terra del cràter Suzhi, tal com va veure HiRISE, sota el programa HiWish. La fletxa assenyala un petit cràter que conté el material de tons clars.